# Sveriges fetaste hundar
Sveriges fetaste hundar är ett TV-program av SVT som sändes 2017.
Programmet handlar om den ökande övervikten hos svenska hundar och följer fyra hundar som bantar.
Enligt SVT var det en lågbudgetproduktion. I genomsnitt hade serien 40 000 tittare per avsnitt på SVT play och drygt 200 000 per avsnitt på TV.
Programmets titel valdes medvetet för att vara spetsig och programmet har uppmärksammats för att ofta förekomma i debatten om vad som bör ingå i uppdraget för statligt finansierad media i Sverige. Programmet hånades i pressen och blev ett stående skämt i ledningsgruppen. En del av SVT:s programbudget överfördes direkt till ledningsgruppen i syfte att stärka kontrollen över utbudet.